# Onni Laihanen
Onni Laihanen, född 16 juni 1916 i Mola, död 23 april 1956 i New York, var en finländsk dragspelare och kompositör. Han är mest känd för att komponerat valsen Rantakoivun alla 1938.
Vid militärtjänstgöringen tjänstgjorde Laihanen vid flottan och deltog på Suomen Joutsens världsomsegling 1934–1935. Väl hemkommen engagerades Laihanen som dragspelare och pianist i dansorkestern Dallapé, men han kom delvis att falla i skuggan av den store dragspelaren Viljo Vesterinen. Laihanen var dock, vid sidan om Toivo Manninen och Viljo Vesterinen, en av Finlands tre dragspelsmästare och han vann finska dragspelsmästerskapen 1940, 1942, 1943 och 1945. 1937 kom han på sjätte plats i nordiska dragspelsmästerskapen.
Liksom många andra artister, turnerade Laihanen under krigsåren. I augusti 1941 ankom han tillsammans med finska trupper till Impilax, där gudstjänst hölls i kyrkan, men eftersom orgel saknades fick Laihanen ackompanjera med sitt dragspel. 1947 flyttade han till USA, där han uppträdde som restaurangmusiker. Framgångarna var små och Laihanen avled av en hjärtinfarkt till följd av stor arbetsbelastning och överdriven alkoholkonsumtion 1956.
Sammanlagt komponerade Laihanen 41 inspelade musikstycken, varav en del under pseudonymen Inno L, och gjorde 36 solosinspelningar.